# Bianchi Tipo M
Der Bianchi M ist ein Pkw-Modell. Hersteller war Bianchi aus Italien.

## Beschreibung
Das Modell wurde 1914 vorgestellt. Es war für das Militär gedacht. Der zivile Bianchi Tipo B war ähnlich konzipiert, hatte aber zunächst einen kleineren Motor.
Die Fahrzeuge hatten einen Vierzylinder-Monoblockmotor. 95 mm Bohrung und 130 mm Hub ergaben 3686 cm³ Hubraum und 22 Steuer-PS. Als Höchstdrehzahl sind 1600 Umdrehungen angegeben.
Der Motor war vorn im Fahrgestell eingebaut. Er trieb über ein Vierganggetriebe und eine Kardanwelle die Hinterachse an. Das Fahrgestell hatte 330 cm Radstand und 140 cm Spurweite.